# Internetni sleng
Internetni sleng se je razvil in se uporablja na Internetu. Poznanih je mnogo široko uveljavljenih kratic, ki nastopajo pri sporazumevanju v spletu. Uporabljajo se v elektronski pošti, neposrednem klepetu, na spletnih straneh in zadnje čase vse bolj tudi pri pošiljanju kratkih sporočil SMS. Seveda jih je večina v angleščini oz. vezanih na angleščino, kakšna pa je tudi že poslovenjena. 

## Kratice
V angleških dopisnih seznamih in novičarskih skupinah so zelo pogoste kratice za ustaljene, pa tudi manj ustaljene fraze. V nekaj manjši meri velja isto tudi za slovenščino. Nekaj najpogostejših takih kratic je zbranih v dveh razpredelnicah spodaj.
Kratice v slovenščini:
| kratica | pomen                    |
| ------- | ------------------------ |
| RTM     | rad/-a te 'mam.          |
| LP      | lep pozdrav              |
| MMG     | mimogrede                |
| NP      | ni problema              |
| PMSM    | po mojem skromnem mnenju |
| FSM     | fajn se 'mej             |
| SMZ     | se mi zdi                |

Kratice v angleščini:
| kratica | pomen (angleško)                                          |
| ------- | --------------------------------------------------------- |
| AFAIK   | Kolikor vem (as far as I know)                            |
| AFK     | Stran od tipkovnice (away from keyboard)                  |
| BTW     | Mimogrede (by the way)                                    |
| FYI     | V védenje (for your information)                          |
| IMHO    | Po mojem skromnem mnenju (in my humble opinion)           |
| IMO     | Po mojem mnenju (in my opinion)                           |
| LOL     | Krohotam se (laughing out loud)                           |
| M8      | prijatelj (mate, m+eight)                                 |
| OTOH    | Po drugi strani (on the other hand)                       |
| ROFL    | Valjam se od smeha (rolling on floor, laughing)           |
| RTFM    | Preberi si preklemani priročnik (read the fucking manual) |
| L8R     | kasneje (later, l+eight+r)                                |
| YGM     | dobil si mail (you got mail)                              |
| IOW     | z drugimi besedami (in other words)                       |
| FTR     | ponovljeno za vsak slučaj (for the record)                |
| FTW     | zmaga (for the win)                                       |
| IYD     | samo v sanjah (in your dreams)                            |
| GR8     | fino, ali krasno (great, gr+eight)                        |
| SUM1    | nekdo (someone, some+one)                                 |
| KIT     | se slišimo/vidimo, ostajava v stiku (keep in touch)       |
| LMK     | opozori me (let me know)                                  |
| SOL     | resno brez sreče (severely out of luck)                   |
| IBTL    | tik pred zaklepom (in before the lock)                    |
| ASAP    | Takoj ko bo možno, ali čim prej (as soon as possible)     |
| TIA     | Vnaprej hvala (thanks in advance)                         |
| OMG     | O moj bog (oh my god)                                     |
| BRB     | Takoj bom nazaj (be right back)                           |
| TYT     | Vzemi si čas (take your time)                             |
| WOOT    | Premagali smo nasprotno ekipo (we owned the other team)   |
| TNX     | hvala (thanks) - tudi THX                                 |
| WTF?    | kaj za vraga? (what the fuck?)                            |
| BBL     | pridem kasneje (be back later)                            |
| HLIT    | kako bedno (How Lame Is That)                             |
| 4€      | za vedno (For ever)                                       |
| 4YEO    | samo za tvoje oči (For your eyes only)                    |

## Smeški
Med tovrstne kratice sodijo tudi smeški (ang. smilies) ali emotikoni. Nekaj najbolj znanih;
- :-) ali :) - veseli smeško
- :-| ali :| - nevtralni smeško
- :-( ali :( - žalostni smeško
- :-o ali :-O  - presenečeni smeško

Tudi v Wikipediji jih lahko uporabimo:
- {{s-:-)}} -
- {{s-:-(}} -
- {{s-;-)}} -
- {{s-O:-)}} -
- {{s-8-)}} -

### Smeški vUnicodu
| znak | koda   |
| ---- | ------ |
| ☹    | U+2639 |
| ☺    | U+263A |
| ☻    | U+263B |

## Slengovske besede
- Slengovska beseda noob, v angleščini zveni kot 'nub', če preberemo  dvojno črko o, kar se običajno bere kot 'u', b pa kot 'bi', (angl. newbie). Predvsem igralci iger na internetu, ki si pravijo leet (izhaja iz elite, pomeni najboljši), s to slengovsko besedo izražajo zaničevanje do neizkušenih igralcev, začetnikov.
- Leet
- Woot
- Pwn
- Haxor
- Cheator